# JAM FIRST PROCESS
『JAM FIRST PROCESS』（ジャム ファースト プロセス）は、JAM Projectの1作目のオリジナルアルバム。2002年3月21日にビクターエンタテインメントから発売された。

## 概要
- 自身初のオリジナルアルバム。2002年の作品としては2作目のリリースとなった。
- 本作が最初で最後のビクターエンタテインメントからの発売であり、他のアルバムは、ランティスからのリリースとなっている。
- アルバムジャケットは同月で発売されたベストアルバム「BEST Project 〜JAM Project BEST COLLECTION〜」と同じく、ディープ・パープルのアルバム「マシン・ヘッド」のジャケットに基づき設計されたらしい。

## 収録曲
1. Ready Go!! 〜Song for J's 魂〜 [4:54]
作詞：影山ヒロノブ、作曲・編曲：河野陽吾
2. The End of Day 〜女神クラウディアの選択〜 [5:13]
作詞：影山ヒロノブ、作曲・編曲：須藤賢一
3. NOTE [5:12]
作詞：三重野瞳、作曲：大谷幸、編曲：河野陽吾
4. Girls be ambitious [4:47]
作詞・作曲：影山ヒロノブ、編曲：河野陽吾
5. DESPERATE [5:08]
作詞：さかもとえいぞう、作曲・編曲：河野陽吾
6. めぐり逢えた奇跡 [4:15]
作詞：松本梨香、作曲・編曲：須藤賢一
7. Super Soul [4:38]
作詞：遠藤正明、作曲：鈴木Daichi秀行、編曲：須藤賢一
8. Precious [4:47]
作詞：酒井ミキオ、作曲：中川幸太郎、編曲：須藤賢一
9. 水に映る月〜my heart [4:10]
作詞：三重野瞳、作曲：田中公平、編曲：須藤賢一
10. Deep so deep [5:27]
作詞：根津洋子、作曲：影山ヒロノブ、編曲：河野陽吾